# Fredrik Posse (1722–1801)
Fredrik Posse, född 29 september 1722 i Stralsund, död 14 september 1801 på Ekhammar i Grevbäcks socken, var en svensk greve och militär. Han var far till Claes Fredrik Posse.
Han var son till greve Carl Posse (1687–1737) och grevinnan Christina Margareta Eleonora Lillienstedt (1700–1784) samt från 1774 gift med Carolina Stedt (1751–1835) som var dotter till kammarherren Claes Henrik Stedt (1715–1786). Posse blev överstelöjtnant vid Drottningens livregemente till fot i Pommern 1770. Han blev överste i armén 1773 samt överste och chef för Kalmar regemente 1778 och för Västgötadals regemente 1779. Han utnämndes till generalmajor 1782. Tillsammans med sin hustru ärvde han en del av Upperuds bruk och Upperuds herrgård 1786.